# Danilo (ur. 1979)
Danilo Gabriel de Andrade (ur. 11 czerwca 1979) – brazylijski piłkarz występujący na pozycji pomocnika.

## Kariera klubowa
Od 1999 roku występował w klubach Goiás EC, São Paulo FC, Kashima Antlers i Corinthians Paulista.